# Чернышёва, Зинаида Сергеевна
Зинаида Сергеевна Чернышёва (24 сентября 1909, д. Поповка, Мичуринский район, Тамбовская область — 8 ноября 1984, Москва) — советский архитектор и преподаватель. Член-корреспондент Академии архитектуры СССР, лауреат Сталинской премии первой степени за архитектуру станции метро «Курская-кольцевая». Большинство своих проектов выполнила в соавторстве с мужем Г. А. Захаровым.

## Биография

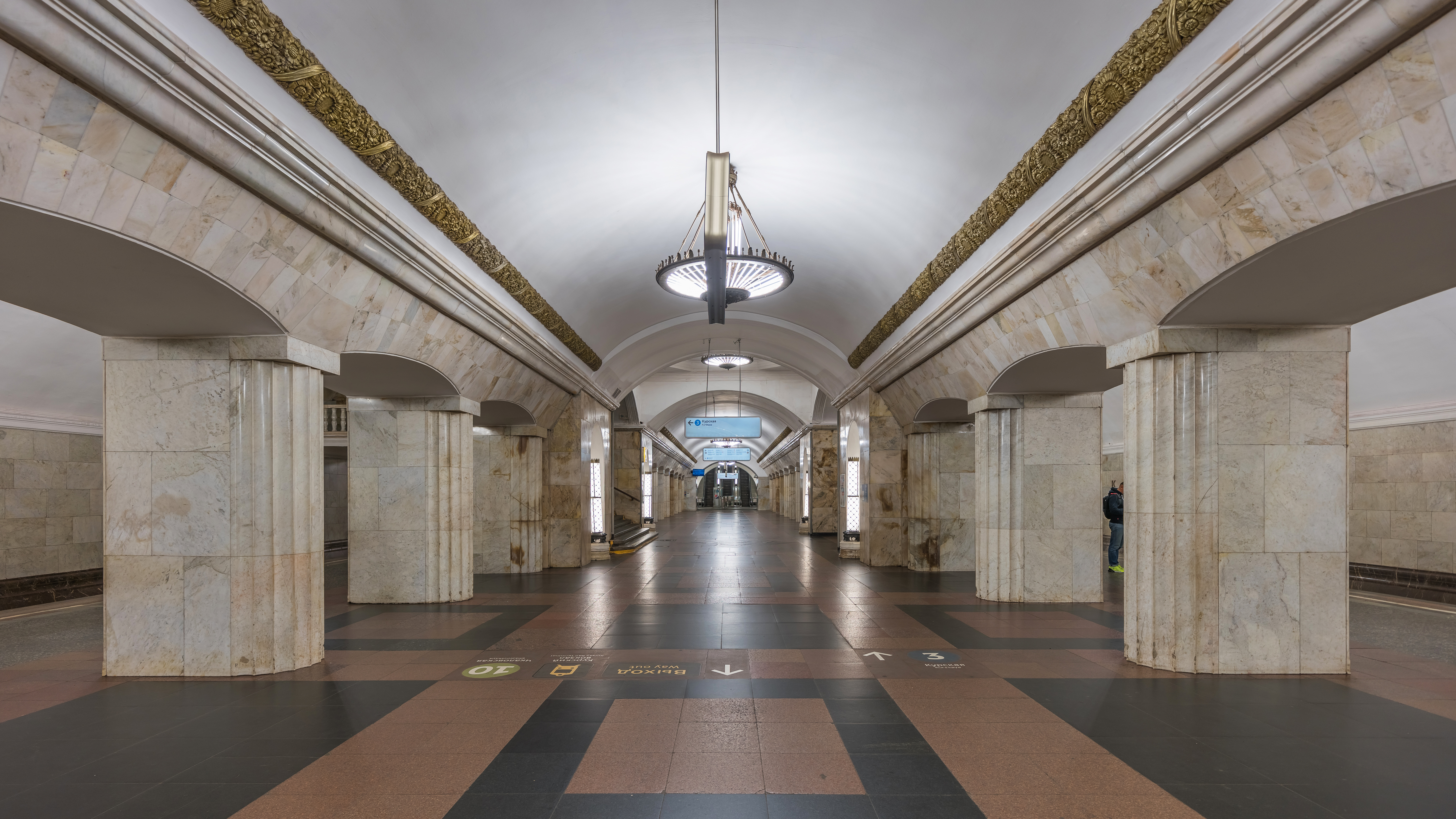
Станция метро «Курская-кольцевая»

Зинаида Чернышёва родилась 24 сентября 1909 года в деревне Поповка Мичуринского района Тамбовской области в многодетной семье. В 1926—1929 годах училась в Ленинграде в архитектурном техникуме. В 1929 году поступила в Академию художеств. Когда архитектурный факультет академии объединили с факультетом Ленинградского института инженерно-коммунального строительства, познакомилась с учившемся там Григорием Захаровым. В 1934 году они поженились и переехали в Москву, где Зинаида Чернышёва в 1935 году окончила Московский архитектурный институт по специальности «архитектура общественных зданий». В 1936—1938 годах работала научным сотрудником Академии архитектуры СССР. В 1938 году поступила в аспирантуру Академии архитектуры СССР, где училась под руководством Г. П. Гольца. Написала книгу «Архитектура и конструкции балконов». Окончила аспирантуру в 1941 году. Писала кандидатскую диссертацию, но не успела её закончить — рукопись была утрачена во время войны.
Во время Великой Отечественной войны была в эвакуации в Ташкенте, где в 1942 году месте с мужем начала преподавательскую деятельность. В Узбекистане они работали над проектами жилых домов, некоторые из которых были реализованы. Вернувшись Москву, стала преподавателем Московского архитектурного института (доцент, и. о. профессора), где проработала до 1979 года.
В 1943 году Чернышёва и Захаров работали над проектом Пантеона защитников Москвы, за который в апреле 1943 года получили первую премию конкурса. В начале 1943 года супруги пошли работать в мастерскую И. В. Жолтовского. В 1944 году они приступили к проектированию станции метро «Курская-кольцевая». В 1948 году перешли на работу в «Моспроект». В 1950 году супруги получили Сталинскую премию 1-й степени за архитектуру станции «Курская-кольцевая». В 1948 году они выиграли конкурс с проектом павильона Белорусской ССР на ВСХВ, и в 1954 году он был построен. В сентябре 1950 года Зинаида Чернышёва была избрана членом-корреспондентом Академии архитектуры СССР. В 1950—1953 годах работала в 5-й мастерской «Моспроекта» на должности главного архитектора проекта.
В 1952 году супруги получили первую премию на конкурсе проектов Бородинской панорамы, которую планировалось установить в ЦПКиО имени М. Горького на берегу Москвы-реки. В 1953 году принимали участие в конкурсе проектов Пантеона. В 1977 году по проекту супругов на пересечении Кутузовского проспекта и Большой Дорогомиловской улицы был установлен памятник «Городу-Герою Москве».
В 1951—1954 годах была членом правления Московского отделения Союза архитекторов. Избиралась депутатом райсовета Свердловского района Москвы двух созывов (1963—1965 и 1965—1967).
Жила в Москве в высотке на Котельнической набережной. В 1982 году вышла на пенсию. Умерла 8 ноября 1984 года. Похоронена вместе с мужем на Кунцевском кладбище.
По утверждению архитектурного критика Я. А. Корнфельда, Чернышёва — «мастер глубоко прочувствованного, впечатляющего образа и лирической формы».

## Семья
Муж — Григорий Алексеевич Захаров (1910—1982) — архитектор
Старший сын — Александр Григорьевич Захаров (1935—2016) — архитектор
Младший сын — Андрей Григорьевич Захаров (род. 1952) — художник

## Награды
- Сталинская премия первой степени (1950, совестно с Г. А. Захаровым) — за архитектуру станции «Курская-кольцевая» Московского метрополитена имени Л. М. Кагановича
- Медаль «За доблестный труд в Великой Отечественной войне 1941—1945 гг.»[1]
- Медаль «За трудовую доблесть» (21.09.1966)[7]
- Медаль «В память 800-летия Москвы»[1]
- Медаль участнику ВСХВ[1]